# هندسة حيوية

ريبوسوم، آلة جزيئية تستخدم ديناميكيات البروتين

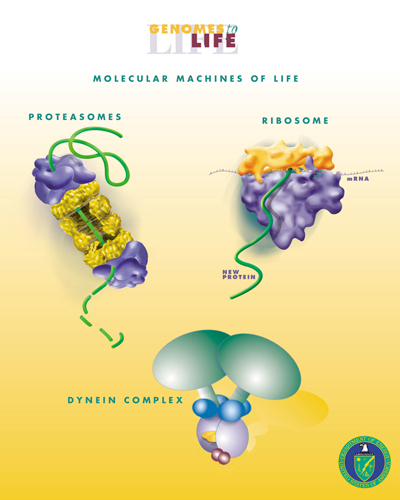
بعض الآلات البيولوجية

الهندسة الحيوية أو الهندسة البيولوجية، هي تطبيق مبادئ علم الأحياء والأدوات الهندسية لصناعة منتجات قابلة للاستخدام، ملموسة واقتصادية.
تطبق الهندسة الحيوية المعرفة والخبرة من عدد من العلوم الصرفة والتطبيقة، مثل قانون نقل الكتلة، الحرارة، الطاقة الحركية، الحوافز الحيوية، الميكانيكا الحيوية، المعلوماتية الحيوية، عمليات الفصل والتنقية، تصميم المفاعلات الحيوية، علوم الأسطح، ميكانيكا الموائع، الديناميكا الحرارية وعلم البوليمرات. يستخدم العلم في تصميم الأجهزة الطبية ومعدات التشخيص، المواد المتوافقة حيويا، الطاقة الحيوية المتجددة، الهندسة البيئية، الهندسة الزراعية وغيرها من المجالات التي تعمل على تحسين مستويات المعيشة في المجتمعات.
من أمثلة البحث في الهندسة الحيوية البكتيريا المهندسة في إنتاج المواد الكيميائية، تكنولوجيا التصوير الطبي الجديدة، أجهزة تشخيص الأمراض المحمولة والسريعة، الأطراف الصناعية، الصيدلة البيولوجية، المستحضرات الدوائية الحيوية وهندسة الأنسجة. تتشابه الهندسة الحيوية بشكل كبير مع التكنولوجيا الحيوية والعلوم الطبية الحيوية.
بشكل عام، يحاول المهندسون البيولوجيون (أو مهندسو الطب الحيوي) إما تقليد الأنظمة البيولوجية لإنشاء منتجات أو تعديل الأنظمة البيولوجية والتحكم فيها حتى تتمكن من استبدال أو تعزيز أو التنبؤ بالعمليات الكيميائية والميكانيكية. يستطيع المهندسون البيولوجيون تطبيق خبراتهم على التطبيقات الأخرى للهندسة والتكنولوجيا الحيوية، بما في ذلك التعديل الجيني للنباتات والكائنات الدقيقة، وهندسة العمليات الحيوية والتحفيز الحيوي.
أغلب عمل المهندسون البيولوجيون مع الأطباء، الصيادلة والباحثين يقومون بتطبيق المبادئ والتقنيات الهندسة التطبيقية ويطبقونها على المشكلات البيولوجية والطبية في العالم الحقيقي.

## التاريخ
الهندسة الحيوية هي نظام علمي قائم على العلوم البيولوجية بنفس الطريقة التي تعتمد عليها الهندسة الكيميائية، الهندسة الكهربائية والهندسة الميكانيكية. فهي تعتمد على الكيمياء، الفيزياء، الكهرباء، المغناطيسية وميكانيكا الموائع.
قبل الحرب العالمية الثانية، بدأ الاعتراف بالهندسة البيولوجية كفرع من فروع الهندسة، كان مفهوما جديدا بالنسبة إلى الناس. بعد الحرب العالمية الثانية، بدأ هذا الفرع بالنمو بسرعة كبيرة بسبب مصطلح «الهندسة الحيوية» الذي صاغها العالم والمذيع البريطاني هاينز وولف في عام 1954 في المعهد الوطني للبحوث الطبية. تخرجت وولف في نفس العام لتصبح مديرة قسم الهندسة البيولوجية في الجامعة. كانت هذه هي المرة الأولى التي يتم فيها تدريس الهندسة الحيوية داخل الجامعة. لا تنحصر تطبيقات الهندسة البيولوجية على الأمور الطبية فقط، بل توسعت لتشمل الهندسة الزراعية والتعديلات البيئية مثل حماية التربة السطحية، اتزان ميل التربة، المجاري المائية، حماية الشواطئ، مصدات الرياح، الحواجز النباتية بما في ذلك حواجز الضوضاء.
تم إنشاء أول برنامج للهندسة البيولوجية في جامعة كاليفورنيا، سان دييغو في عام 1966. أطلق بعدها كلا من معهد ماساتشوستس للتكنولوجيا وجامعة ولاية يوتا المزيد من البرامج الحديثة. وفقا للبروفيسور دوغ لاوفنبرغر من معهد ماساتشوستس للتكنولوجيا، أدخلت العديد من أقسام الهندسة الزراعية في الجامعات في جميع أنحاء العالم برامج الهندسة الحيوية لمناهجها الدراسية.
يرجع تطور هذا العلم سريعا إلى اتساع قاعدة تطبيقاته، فتتراوح استخداماته من المستوى الجزيئي (البيولوجيا الجزيئية، الكيمياء الحيوية، الميكروبيولوجيا، علوم الصيدلة، كيمياء البروتين، علم الأحياء الخلوي، علم المناعة والعلوم العصبية) مرورا بالأنظمة الخلوية والنسيجية (بما في ذلك الأجهزة والحساسات) فالنباتات والحيوانات.
حديثا يتم تطبيق الهندسة الحيوية للتحكم في النظم البيئية بأكملها.

## التعليم
متوسط مدة الدراسة من ثلاث إلى خمس أعوام، ليحصل في نهاية المطاف على بكالوريوس الهندسة. تشمل الدورات الأساسية خلال فترة الدراسة الديناميكا الحرارية، الميكانيكا الحيوية والبيولوجية، الهندسة الوراثية، الديناميكيات السائلة والميكانيكية، الطاقة الحركية، الإلكترونيات وعلم خواص المواد.

## التخصصات الفرعية
الهندسة الحيوية مفهوم عام للعديد من التخصصات الفرعية مثل:
- الهندسة الطبية الحيوية: تطبيق المبادئ الهندسية ومفاهيم التصميم على الطب وعلم الأحياء لأغراض الرعاية الصحية.[18]
  - هندسة الأنسجة.
  - الهندسة الوراثية.
  - الهندسة العصبية.
  - الهندسة الدوائية.
  - الهندسة السريرية.
  - المعلوماتية الحيوية.
  - الميكانيكا الحيوية.
- هندسة الكيمياء الحيوية، تشمل هندسة التخمير وتطبيق مبادئ الهندسة البيولوجية المجهرية التي تستخدم لإنشاء منتجات جديدة عن طريق التخليق، بما في ذلك إنتاج البروتين من المواد الخام.ref name=":2" />
- هندسة النظم البيولوجية: تطبيق المبادئ الهندسية ومفاهيم التصميم على الزراعة وعلوم الأغذية والنظم البيئية.[7]
- هندسة العمليات الحيوية: تطور التكنولوجيا لمراقبة الظروف التي تحدث فيها عملية تصنيع المستحضرات الصيدلانية (مثل تصميم المعالجة الحيوية، التحليل البيولوجي والحيوي، المعلوماتية الحيوية، الطاقة الحيوية).[18]
- هندسة الصحة البيئية: تطبيق المبادئ الهندسية للتحكم في البيئة من أجل الصحة والراحة وسلامة البشر. يشمل مجال نظم دعم الحياة لاستكشاف الفضاء الخارجي والمحيطات.[18]
- هندسة العوامل البشرية: تطبيق مبادئ الهندسة وعلم وظائف الأعضاء مع علم النفس من أجل تحسين العلاقة بين الإنسان والآلة.[18]
- التكنولوجيا الحيوية: استخدام النظم الحية والأنسجة لصنع وتطوير المنتجات (كالأدوية).[18][19]
- المحاكاة الحيوية.[20]
- البيونيك.
- الطباعة الحيوية ثلاثية الأبعاد.[21]
- الروبوتات الحيوية.
- الهندسة الكهربائية الحيوية.
- الهندسة الميكانيكية الحيوية.
- علم أنظمة الأحياء.

## المنظمات
- مجلس الاعتماد للهندسة والتكنولوجيا (ABET)، مجلس معتمد داخل الولايات المتحدة يهدف إلى نشر برامج لتوضيح الفرق بين الهندسة الطبية الحيوية والهندسة البيولوجية ودعم كلا منهما.[22]
- المعهد الأمريكي للهندسة الطبية والبيولوجية (AIMBE)، به أكثر من 1,500 عضو. يهدف المعهد إلى توصيل مدى أهمية الهندسة البيولوجية في عالمنا للجمهور، غير الاستثمار في البحوث والبرامج التي تهدف لتطوير المجال. بالرغم من عدم وجود أي مساهمة مباشرة لهم في مجال الهندسة البيولوجية لكن يعتبر هذا المعهد أكثر المعاهد والمنظمات تشجيعا للجمهور على مواصلة التحرك إلى الأمام.[23]
- معهد الهندسة البيولوجية (IBE)، منظمة غير ربحية، تعمل بالتبرعات الخيرية فقط. يهدف المعهد إلى تشجيع الجمهور على التعلم مثل المعهد الأمريكي للهندسة الطبية والبيولوجية، لا يملكون أي مساهمة مباشرة في مجال الهندسة البيولوجية كما أنهم لا يقومون بإجراء الأبحاث بشكل مباشر.[24]

## وصلات خارجية
- Benchling
- مترجم الجينوم
- جمعية الهندسة الحيوية
- جمعية الهندسة الطبية الحيوية
- معهد الهندسة البيولوجية
- معهد بينجو للهندسة البيولوجية للأنظمة
- المعهد الأمريكي للهندسة الطبية والبيولوجية
- الجمعية الأمريكية للمهندسين الزراعيين والبيولوجيين
- جمعية الهندسة البيولوجية- جزء من المعهد الأمريكي للمهندسين الكيميائيين
- مجلة الهندسة البيولوجية
- المعاملات الهندسة البيولوجية